# AT&T Wireless
AT&T Mobility ist seit der Übernahme von AT&T Wireless durch den Konkurrenten Cingular mit ca. 77 Millionen Kunden einer der größten Mobilfunkkonzerne in den Vereinigten Staaten und mit T-Mobile US, U.S. Cellular und Verizon Wireless im Wettbewerb stehend. Am 15. Januar 2007 wurde die Unternehmensbezeichnung von Cingular in AT&T Wireless umgewandelt. Dieser Schritt wurde von vielen Amerikanern kritisiert, da das Unternehmen zwischen 2005 und 2006 Millionenbeträge ausgab, um AT&T Wireless in Cingular zu integrieren.
Bis Ende Dezember 2000 waren 60 Prozent der Anteile von Cingular im Besitz des großen regionalen Festnetztelekommunikationsanbieters SBC Communications und 40 Prozent beim ebenfalls regionalen Telekomkonzerns Bell South (Südoststaaten). Durch die Übernahme von Bell South durch SBC, die sich schon 2006 in AT&T umbenannt hatten, fiel der Grund für die Nutzung des Namens Cingular weg. Cingular verwendet wie ihr Konkurrent T-Mobile US den Mobilfunkstandard GSM.
AT&T Mobility benutzt neben dem in vielen Triband-Handys verwendeten Standard PCS 1900 zusätzlich GSM 850. Die niedrigere Frequenz erlaubt eine weitere Verbreitung des Signals, was besonders in ländlichen Gebieten der USA ausgenutzt wird. Einige Regionen, wie zum Beispiel weite Teile Ohios, werden komplett mit GSM 850 versorgt, so dass man im International Roaming nur mit einem Quadband-Handy uneingeschränkten Empfang hat. Auch auf dem New Yorker Flughafen John F. Kennedy ist die Versorgung mit GSM 850 besser als die mit PCS 1900.
Das UMTS-Netz weicht ebenfalls vom europäischen Standard ab.

## Strategische Partnerschaften
Das Unternehmen Apple war bereits vor der Übernahme eine strategische Partnerschaft mit Cingular zur Vermarktung des neuen Apple iPhones eingegangen.